# マッドマックス (2015年のゲーム)
『マッドマックス』（Mad Max）は、Avalanche Studiosにより開発され、Warner Bros. Interactive Entertainmentより2015年9月1日（日本国内では2015年10月1日）に発売された映画『マッドマックス』シリーズのゲーム作品で、オープンワールドのカーアクションアドベンチャーゲーム。PlayStation 4、Xbox One、Windowsにて発売された。2015年6月20日公開の『マッドマックス 怒りのデス・ロード』の世界に基づいた『マッドマックス』のゲーム作品となっている。

## 概要
Avalanche Studiosが開発し、ワーナー・ブラザースのゲーム部門Warner Bros. Interactive Entertainmentから発売される、オープンワールドのアクションアドベンチャーゲームで、プレイヤーはマックスとなり、荒地と化した「ウェイストランド」を舞台に、略奪者により盗まれた愛車のV8インターセプターを取り戻す為、チャムバケットと言う信頼できるメカニックを相棒として連れて行く。車両をカスタムをしたり、スクロタス率いる謎の凶悪な武装集団「ウォー・ボーイズ」などの敵と闘いながら、乾燥して荒野と化した海底に、灯台や放置されたさびられた巨大船があるグレート・ホワイト（The Great White）、人口密度が高く、ガソリンと車両の修理や製造で栄える要塞都市ガス・タウン（GasTown）、不毛の大地が広がるデッド・バレンズ・パス（Dead Barren's Pass）などのエリアを行き逝きしながら危険な旅に乗り出す。またゲームの物語は映画本作の以前の出来事と言う設定にもなっている。
ゲームが開発・発売されるのに当たって、2013年8月14日にWarner Bros. Interactive Entertainment傘下の出版部門のWB Gamesがプロデュースし、ジェイソン・アレクサンダーが描き、DCコミックスのDCエンターテインメントから、マックスの相棒のメカニック、チャムバケットがマックスと出会うまでの内容のチャムバケット視点の短編物語のモーションコミックも出ており、YouTube上で無料配布で公開されている為、モーションコミックを見る事が出来る。

## あらすじ
マックスは沈黙の荒野を目指して孤独に旅をしていた。その際道中で襲ってきたスクロタスのウォーボーイ達を返り討ちにし、彼等から燃料を奪取した事でその場に現れたスクロタスによって痛めつけられ、身包みを剥がされた上に愛車のV8インターセプターが強奪される。そして、スクロタスの愛車であるランドムーバーに乗り込み、スクロタス本人には深手を負わせるも、マシンを奪い返せず荒野に放り出されてしまう。
その後、メカニックのチャムバケットと出会い、ウォーボーイ達によってインターセプターを解体されるのを目撃。より強力な車を求めた事で、自身が素体を組み上げたマグナム・オプスの完成に使命感を燃やすチャムバケットとの利害が一致し、マグナム・オプスをカスタムしながら、チャムバケットを相棒として一緒に連れ、スクロタスに抵抗を続ける勢力に取引という形で協力する。
そして、ガスタウンで開催されるレースで賞品となっているV8エンジンを搭載したビッグチーフを入手すべく、ガスタウンを目指す。レースでの勝利後、スクロタスの妨害によってビッグチーフを隠されるも、ガットギャッシュの砦で出会ったホープの助力もあってビッグチーフを手に入れ、その引き換えとして彼女から娘のグローリーの救出を求められる。
次第に彼女とは愛情を育んでいき、グローリーも見事救出する。しかし、チャムバケットがマグナム・オプスを持ち出して逃げた事で再び人間不信に陥り、ホープらを置いてチャムバケットの聖堂だった巨大船のガレージに向かうが、そこで再びスタンク・ガムの襲撃を受ける。スタンク・ガムは倒すも、スクロタスがホープらの下へ向かっている事を聞き、急いで向かうが、時既に遅く、二人は殺されてしまう。
暴虐の限りを尽くすスクロタスへの復讐心から再び狂気に取り憑かれ、スクロタスの車両部隊を襲撃。崖っぷちに追い詰めたスクロタスのランドムーバーを崖下に落とそうと、マグナム・オプスとチャムバケットを犠牲にして突っ込む。しかし、その中から分解されたと思われていたインターセプターに乗ってスクロタスが現れる。最後の決戦となり、彼を車から落とし、頭の刃を引き抜いて辛くも勝利する。そして、手元に戻ったインターセプターに乗り、どこへともなく走り去っていった。

## 登場人物

### 主人公と主な協力者
マックス（マクシミリアン）・ロカタンスキー / Max "Maximillian" Rockatansky
声 - ブレン・フォスター
映画シリーズ及び本ゲームの主人公。愛車はV8インターセプター。
チャムバケット / Chumbucket
声 - ジェイソン・スピサック
マックスをサポートする猫背で奇妙な姿をしたメカニックの男。
ガス・タウンのエンジン・ベイで、ウォー・ボーイズ達が乗る車両の為にメカニックとして働いていたが、ある日何らかの啓示を受け、エンジェル・コンバスチョンという天使の受肉した姿である、荒地の「ウェイストランド」で最も強力で最速な車「マグナム・オプス」を造ると言う、宗教的な理念を持つようになった。その観念に駆られガス・タウンのエンジン・ベイで部品を盗む様になったがトラブルとなり、死刑になる前にガス・タウンから逃げ出した。その後、砂漠化した海岸に打ち上げられていた巨大船をガレージにしていた。
マックスが車を盗まれるのを目撃し、彼の「マグナム・オプス」を造ると言う宗教的な強迫観念にマックスも利害が一致した事で協力することになり、共に行動するようになる。マックスの事を、エンジェル・コンバスチョンが遣わした聖人と呼ぶ。寡黙なマックスとは対照的に口の達者なお調子者だが、気が小さい。
ビッグチーフに搭載されていたV8エンジンをマグナム・オプスに組み込んだ所で、車の完成を位置付けており、それを搭載して尚、グローリー救出のためにバザードが跋扈するアンダーデューンへ向かう危険を犯すマックスを咎めたが、自身が搭乗する後方に更に大型燃料タンクを2つ設ける事をマックスが望んでいる事を知り、自分はマグナム・オプスから引き離されるのではないかと不安を感じ、更にバザード達への恐怖心からマックスを置いて一人ディープ・フライアの砦へ逃げ帰ってしまう。
その上マグナム・オプスを持ち出してそれが生まれた場所である自身の聖堂の巨大船のガレージに逃げるが、スタンク・ガムによる二度目の襲撃を受け、彼の尋問でホープ達の事を喋ってしまう。ホープ達のいるディープ・フライアの砦へ向かうマックスとは蟠りを残しながらも再び行動を共にし、スクロタスを追い詰めた際、マグナム・オプスを犠牲にしてでもスクロタスを倒そうとするマックスに対し、マシンへの愛着から止める様、こうも狂気に駆られるマックスによってマシン諸共突っ込まさせられ、死亡する。
犬 / The Dog
マックスが飼う事となる犬で、元々はスクロタスが連れていた犬。オープニングにてスクロタスの指示でマックスを襲うが失敗し、彼から邪魔扱いされた上で暴行を加えられ車両から投げ捨てられてしまう。その衝撃で前右足を負傷してしまう。
同じく車両から放り投げられたマックスに敵意が無いと分かるとマックスと共に行動し、チャムバケットの住処のガレージにて飼われる。チャムバケットからは劇中登場するドッグフードの名前から取って、ディンキディーと呼ばれている。
映画『マッドマックス2』に登場した同じ、オーストラリアン・キャトル・ドッグと呼ばれる犬種だが、ゲームでは毛の模様や色も多少異なってるのと、元々スクロタスが所有していた犬なので、映画の『2』に登場していたマックスの相棒の犬とは別である。
ホープ / Hope
声 - コートニー・テイラー
スタンク・ガムに囚われていた赤毛の女性。鎖で繋がれた首輪を付けられていた。映画『マッドマックス 怒りのデス・ロード』に登場したミス・ギディの娘で、かつてジョー（イモータン・ジョーの若い頃）率いるバイカーギャングに父親を殺され、母親のミス・ギディと一緒に捕らえられギャング達に育てられた。また娘にグローリーがいる。
一度、ガットギャッシュの砦で商品としてグローリー共々閉じ込められていた処、マックスと出会い、ガスタウンレースではビッグチーフ共々賞品となっていた。その後、レースに勝利しながらもスクロタスの妨害によってビッグチーフを隠されたマックスに、その在処を教える事と引き換えにアンダーデューンにてバザード達に囚われの身となっているグローリーの救出を求め、次第に彼とは愛情を育んでいく。しかし、チャムバケットにマシンを持ち出され、再び人間不信に陥ったマックスからは受け入れられず、ディープ・フライアの砦に置いていかれる。最終的にはスクロタスの襲撃を受け、張り付けにされて絶命する。
グローリー / Glory
声 - マディソン・カールトン
ホープの娘。アンダーデューンにてバザード達によって捕らわれていたが、マックスに救出されるも、スクロタスの軍勢の襲撃を受け、ホープ共々殺される。
映画『マッドマックス 怒りのデス・ロード』でマックスの幻覚に登場した少女と同じ名前である。前日譚コミック『Mad Max Fury Road Mad Max #2』にもグローリーは登場しているが、ゲーム版とは共通して同じ処があるものの、設定が異なっている部分がある。

### スクロタス一味
スキャブラス・スクロタス / Scabrous Scrotus
声 - トラヴィス・ウィリン
荒地の「ウェイストランド」を支配し、ガス・タウンと言う要塞都市を支配・管理する精神異常者。チェンソーを装着した槍で武装。カルト的な彼らの武装集団の中では上の階級に属する。有毒な空気を吸うのを避け、新鮮な空気を吸って呼吸する為のチューブを鼻に付けて酸素ボンベと繋がっている。
自身の配下から燃料を奪取したマックスの前に直々に現れて痛めつけた挙げ句、インターセプターを奪うが、愛車であるランドムーバーに乗り込んできたマックスによって脳天にチェーンソーを突き刺され深手を負う。その後復活し、ガスタウンレースに勝利したマックスの前に再び現れる。そして、彼への憎悪から賞品であるビッグチーフを隠す。
しかし、それだけでは飽きたらず、聖堂である巨大船のガレージに逃げ帰ったチャムバケットの白状によって、マックスとホープらの関係を知り、彼女らのいるディープ・フライアの砦を襲撃し、二人を殺害する。この暴挙が遂にマックスの怒りを買い、車両部隊で移動中の際、マックスらの襲撃を受け、崖っぷちに追い詰められるも、予めランドムーバーに搭載していた外装を追加したインターセプターに乗ってマックスと最後の戦いに臨むが、最後は車から落とされ、最後の抵抗として頭の刃をマックスの額に突き刺そうとするも引き抜かれ、死亡する。
映画『マッドマックス 怒りのデス・ロード』の前日譚コミックの一つ、『Mad Max: Fury Road: Nux and Immortan Joe』によると、イモータン・ジョーの3番目の精神病の息子で、ジョーの息子リクタス・エレクタスとコーパス・コロッサスの兄弟でもある事が判明している。
また2024年公開予定の『マッドマックス 怒りのデス・ロード』のスピンオフ映画作品『マッドマックス:フュリオサ』にスクロータスの名で同名の人物が登場予定である
アウトクライヤー / Outcrier
声 - マイケル・ビーティー
ガス・タウンにおいて、スクロタスからレースの開催を任されている男。全身に電球を見につけた派手なパフォーマンスをウリにし、携帯用発電機を持たせた恋人兼奴隷の男を常に侍らせている。電球が切れかけ自身の命についても悲観し、早急なるレースへの参加を要求するマックスに、その引き換えとしてアンダーデューンへの新たな電球の調達を依頼する。依頼通り、マックスが電球を届けた後は約束通り、彼をレースに参加させた。
スタンク・ガム / Stank Gum
声 - ユーリ・ローエンタール
スクロタスの側近にして人間の皮膚の皮で作った奇妙なマスクをした精神異常のナイフの奇人。胸にスカリフィケーションを入れている。
マックスとチャムバケットのガレージを攻撃した部隊のリーダーで、彼の部下であるウォーボーイ達は青や黄色、紫と言ったサイケデリックなカラーのボディペイントをしている。
ブラス・キャップ / Blas Cap
武器・弾薬の工場であるブレット・ファーム出身の経験豊富な「コック」。スクロタス率いるウォー・ボーイズに捕らえられ囚人として連れてかれた。ジートは武器・弾薬を必要としており、彼を救出してジートの砦に迎えたいとしている。
トップ・ドッグ / Top Dog
声 - JB・ブラン
グレート・ウォッチャーと言う砦を根城にするスクロタス配下のギャング集団。6人のボスがおり、巨体でマスクをし、斧で武装と6人とも外見は似てるが体に塗りつけているペンキの色やマスクの模様がそれぞれ違う。
リム・ジョビイー / Rim Jobbie
ギャング集団トップ・ドッグのボスの1人。
スタンプ・グラインダー / Stump Grinder
ギャング集団トップ・ドッグのボスの1人。マスクなどにピンクと青色が混ざったペンキを塗りつけている。
クック・ロッカー / Cock Locka
ギャング集団トップ・ドッグのボスの1人。
ガスパ・グロープ / Gaspa Grope
ギャング集団トップ・ドッグのボスの1人。マスクなどは黒色をしている。
ピッグ'N'スティッカー / Pig 'n' Sticker
ギャング集団トップ・ドッグのボスの1人。
ガット・ヌース / Gut Noose
ギャング集団トップ・ドッグのボスの1人。マスクと肉体が赤色になっている。
スクロタスの手下 / Scrotus’ Minions
スクロタスの手下達。「ウォー・ボーイズ（War Boys）」と呼ばれている。彼らのしきたりで、体毛を全て剃いで、スキンヘッドに、白いペンキを頭から塗り、体中に自ら傷を付けている。映画『マッドマックス 怒りのデス・ロード』のイモータン・ジョーの手下達の「ウォーボーイズ」と同一である。15歳～20歳の若者で構成されており、殆どは核の放射能の影響による異なる種類の癌の病気に苦しんでおり、常に弱っている。30歳まで生きられないかもしれないと言う事を悟って、人々が彼らが生きる理由がない事を知り、彼らは荒地に出て獲物を探して標的にしている。

### 他の勢力・団体・人物
クロウ・ダズル / Crow Dazzle
声 - デビッド・デ・ラトゥール
ウェイストランド各地で行われる、デス・レースと呼ばれるレースを取り仕切る男。カラスのような黒い羽根を身に纏っている。危険なデス・レースに参加し勝利することは、高い運転技術が必須のウェイストランドにおいて、名声を高める事に繋がる為参加者も多い。同様のレースを主宰するガスタウンとも対立しておらず、非常に立ち回りが上手い男でもある。
テンダーロイン / Tenderloin
声 - ニカ・ファターマン
ベテランファイターの女性で、ガスタウンレースにおいてクロウ・ダズルからの推薦でマックスのパートナーの務め、攻撃の補佐をする役目を担う。レースや戦いに出る時以外はガソリンが気化したガスをマスクから吸っており、薬物中毒に似た状態になっており、死に囲まれた極限状態でのみ、生の実感を得ている。クロウ・ダズルに多額の借金があったが、パートナーとなる条件としてマックスに借金の帳消しを依頼。クロウ・ダズル主催のレースで彼が活躍した事で帳消しとなり、マックスがレースで勝利した後は、サンダードームで彼と一対一の勝負を行うが、倒される。
ジート / Jeet
声 - ジョシュ・キートン
モヒカン頭に顔に幾本もの刃が刺さっており、クロスボウを持った巨大な砦（Big Stronghold）の若きリーダー。ベイルファイアのライトハウス（Lighthouse）と呼ばれる灯台の砦を拠点としてスクロタスに抵抗している。チャムバケットとは旧知の関係である。当初拠点としていたチャムバケットの巨大船のガレージが破壊された事が切っ掛けで自身の砦にチャムバケットと共に訪れたマックスに興味を持つ。
ガット・ギャッシュ / Gut Gash
声 - リアム・オブライエン
マックスに協力する老人で、ラストバスチオン（Rust Bastion）のリーダー。座礁したスティール・シップ（Steel Ship）と呼ばれる古い船の残骸の砦に住みスクロタスに抵抗している。将来再び海水が押し寄せ、干上がった大地が水で覆われるという教えを説き、民衆を従わせ、スクロタスの軍勢の襲撃に備えて船体を修理・強化させている。右足が悪く杖を持っており、ジート同様、チャムバケットとは旧知の関係で、彼の事は『キャブレター伯』と呼んでいるが、優れたメカニックだと認識しながらも信用はしていない。スクロタス率いるウォー・ボーイズに狙われている。
ピンク・アイ / Pink Eye
声 - エイドリアン・バーボー
サイロ（Silo）と呼ばれる古い廃墟の原子力発電所を砦としている勢力のリーダー。長年の闘いで両足を失い、ショットガンを装備した電動車椅子に乗った女性。 優秀なメカニックとして知られる。スタンク・ガムのギャング集団に襲われていた処、マックスに助けられ、彼の協力者となる。
ディープ・フライア / Deep Friah
声 - ロビン・アトキン・ダウンズ
体中に火傷の痕があり、炎による死を信仰しているカルト集団・セイクリッドファイア（Sacred Flame）のリーダー。ガス・タウンにあるテンプル（Temple）と呼ばれる要塞の様な寺院を根城にし、スクロタス率いるウォー・ボーイズとは宗教的な思想の違いから対立している。ホープ達を匿っていた事から、スクロタスの軍勢の襲撃を受けるも、辛うじて自分は助かる。
バザード / The Buzzards
声 - ルシアン・ダッジ
盗賊集団。映画『マッドマックス 怒りのデス・ロード』に登場した同名のロシア系の盗賊集団と同一であるが、ゲームではナイト・リザードと呼ばれるバザードの同系が登場し、ノーザン・トンネル（Northern Tunnel）と呼ばれる多数の廃車が放置されたトンネル跡地エリアやザ・デューンズ（The Dunes）と呼ばれる砂丘地帯の渓谷にある彼らの地下砦エリアなどにいる。車両などにトゲを付けている。
ナイト・リザード / Night Lizard
荒地の地下施設跡に居住するバザード系の盗賊集団。ノーザン・トンネル（Northern Tunnel）やザ・デューンズ（The Dunes）の地下エリアに住む。彼らがDigglingsと呼ぶ、労働奴隷の小さな子供を使って、地下に埋もれた彼らが必要な宝を得る為、掘って地下の宝を守って暮らす。暗い地下に居住しており、顔などは襤褸布で巻いており、不気味に赤く光るゴーグルマスクを身に付けている。
グリッファ / Griffa
声 - ジョナサン・オールダム
マックスが旅の中で度々出会う謎のウェイストライダー。マックスにしか興味が無い模様で、内面を見透かした様な発言が多く、息を吹きかける様な動作の後、彼を魂の奥底へと導き、精神の限界を超えてマックスの肉体を強化させる力を持ち、その後は瞬時にマックスの前から姿を消す等、謎が多い。
ディメンタス博士 / Dr. Dementus
故人で暴走族のバイカー集団の将軍でガス・タウンのかつての支配者。スクロタスに敗れ殺された。ミス・ギディの娘ホープの話によると、ディメンタスに浚われ、ディメンタスのバイカー集団と旅していた事があると言う。ディメンタスの墓がある。ホープの指示でマックスがディメンタスの墓の場所にある洞窟のスクラップ置き場に行くとコレクターズ・カーとしてディメンテッド・チャリオットの車を手に入れる事が出来る。2024年公開予定の『マッドマックス 怒りのデス・ロード』のスピンオフ映画作品『マッドマックス:フュリオサ』に同名の人物が登場予定である。